# Sri Lankas centrala högland
Sri Lankas centrala högland är sedan 2010 ett av Sri Lankas världsarv. Det består av 3 olika områden i Sri Lankas höglandsområde:
- Hortonslättens nationalpark
- Knuckles
- Området kring bergstoppen Adam's Peak (Adams topp)